# Liberty, Texas
Liberty är administrativ huvudort i Liberty County i Texas. Enligt 2010 års folkräkning hade Liberty 8 397 invånare.